# Daniel Strigel
Daniel Strigel (ur. 13 lutego 1975 w Mannheim) – niemiecki szermierz, szpadzista, brązowy medalista olimpijski.
Podczas igrzysk olimpijskich w Sydney w 2000 roku zajął piąte miejsce w zawodach drużynowych. W rywalizacji indywidualnej nie startował. Podczas igrzysk olimpijskich w Atenach w 2004 roku reprezentanci Niemiec w składzie: Jörg Fiedler, Sven Schmid i Daniel Strigel zdobyła drużynowo brązowy medal. W rywalizacji indywidualnej zajął tym razem ósmą pozycję.
Na mistrzostwach świata w Lipsku w 2005 roku wspólnie z Jörgiem Fiedlerem, Martinem Schmittem i Svenem Schmidem wywalczył srebrny medal w zawodach drużynowych. 
Zdobył ponadto srebrny medal w rywalizacji drużynowej na mistrzostwach Europy w Koblencji w 2001 roku.